# 古德里奇 (愛達荷州)
古德里奇（英語：Goodrich）是位於美國愛達荷州亞當斯縣的一個非建制地區。該地的面積和人口皆未知。

## 地理
古德里奇的座標為44°39′13″N 116°33′29″W / 44.65361°N 116.55806°W，而該地的平均海拔高度為845米（即2772英尺）。